# Styrax americana
Styrax americana är en storaxväxtart som beskrevs av Jean-Baptiste de Lamarck. Styrax americana ingår i släktet Styrax och familjen storaxväxter. Inga underarter finns listade i Catalogue of Life.